# Kościół św. Elżbiety Węgierskiej w Konstantynowie
Kościół świętej Elżbiety Węgierskiej – rzymskokatolicki kościół parafialny należący do dekanatu Janów Podlaski diecezji siedleckiej.
Jest to świątynia wzniesiona w latach 1905-1909, dzięki ofiarności hrabiego Stanisława Zyberk-Platera i parafian i dzięki staraniom księdza Andrzeja Olędzkiego. Zaprojektowana została przez architekta Józefa Piusa Dziekońskiego. Kościół został poświęcony w 1909 roku. Prawie do 1939 roku trwało kompletowanie wyposażenia świątyni: (ołtarze, konfesjonały, ławy, niezbędny sprzęt liturgiczny). Część wyposażenia została wykonana przez Franciszka Maksymiuka z Komarówki Podlaskiej. Z okazji 25-lecia śmierci fundatora, w 1936 roku, w kościele została umieszczona upamiętniająca go, tablica z marmuru (jest pochowany w krypcie pod prezbiterium).
Budowla została wzniesiona w stylu neogotyckim i znajduje się naprzeciwko pałacu w Konstantynowie. Jej fasada zwrócona jest w stronę południową. kościół jest murowany, wybudowany z czerwonej cegły (jest postawiony na niskim granitowym cokole), na zewnątrz jedynymi otynkowanymi elementami są pola dekoracyjnych blend.
Kościół składa się z: trzynawowego, halowego korpusu z wysoką wieżą frontową i prostokątnego prezbiterium zamkniętego pięciokątną absydą, z zakrystią, lożą i skarbczykiem z lewej i prawej strony. Narożniki między bokami wieży a elewacją frontową korpusu są wypełnione przez małe, kwadratowe dobudówki, w których znajdują się kruchty boczne.
Wewnętrzne wyposażenie świątyni jest dopasowane do neogotyckiego stylu i zostało wykonane w tym samym czasie (nielicznymi elementami starszego wyposażenia są m.in. barokowy krucyfiks i ornat z XVIII wieku). Wykonane z drewna i snycersko dekorowane ołtarze (główny i dwa boczne), konfesjonały, ambona, chrzcielnica, klęczniki, stacje Męki Pańskiej posiadają charakter neogotycki. Większość elementów została ufundowana, razem ze świątynią, przez wspomnianego wyżej Stanisława Zyberk-Platera i jego małżonkę, Elżbietę z Tyszkiewiczów.